# 日本体育大学女子短期大学部
日本体育大学女子短期大学部（日语：／ Nihon Taiiku Daigaku Joshi Tanki Daigakubu *），简称日体短大部（にったいたんだいぶ），是過去一所位于日本东京都世田谷区的私立短期大学，於2015年停辦。

## 概要

### 简介
- 日本体育大学成立于1949年[1]。短期大学为于1953年开办[1]、由学校法人日本体育大学经营。招生到2012年[2]。学生数是女419人[3]

### 历史
- 1953年 日本体育大学女子短期大学成立并同时设置体育科[1]。
- 1963年 保育科成立[1]。
- 2005年 日本体育大学女子短期大学变更为日本体育大学女子短期大学部[1]。
- 2006年 保育科改编为幼儿教育保育科。专科保育专攻成立[1]。
- 2012年 招生最后[2]。
- 2015年 停辦。

### 宪章
- 请参看日本体育大学女子短期大学部的标志 （日語） 2013年11月24日阅览。

## 学校环境
- 校区：在东京都世田谷区

## 历任校长
- 栗本义彦：第一代短期大学校长[1]。
- 清水正一：就任于1970年[1]
- 冈田俊彦：就任于1979年[1]
- 岩间英太郎：就任于1982年[1]
- 稲垣安二：就任于1989年[1]
- 綿井永寿：就任于1992年[1]
- 塔尾武夫：就任于1998年[1]
- 长谷川正明：就任于2001年[1]
- 伊藤孝：就任于2005年[1]
- 落合卓四郎：就任于2007年[1]
- 谷釜了：就任于2010年。现在短期大学校长[1]

## 组织

### 学科
- 体育科
- 幼儿教育保育科

### 专科
| - 保育专攻 |

### 业余课程
| - 没有 |

## 相关链接
- 日本體育大學
- 日本短期大学列表